# Gyöngyösi csárda
A gyöngyösi csárda a Hévízről Zalaszántó felé vezető út (Sümegi utca) mentén, egy földút és a Sümegi utca sarkán - Rezi külterületén - található nádfödeles épület, amely a bakonyi és zalai betyárok egykori kedvenc tartózkodási helye volt. 1728-ban épült.

## Története
Nevét a közelében csörgedező Gyöngyös-patakról kapta, amely a partján álló nyárfákon élősködő fagyöngyről lett elnevezve. A csárdával szemben a patakon korábban négy malom is állt. Ma már csak egyet, az úgynevezett Bika-malmot láthatjuk. Eredetileg a Festetics uradalom vadászháza volt, később csárdává alakították, tulajdonosai sűrűn változtak.

## Az épület
A csárda kőkerítéssel körülvett, zárt udvarán több építmény látható: az eredeti, régi csárda, a volt istálló épületében kialakított étterem, az újból helyreállított kocsiszín és az eredeti állapotában megmaradt gémeskút. Minden ajtaját és a vasrácsos ablakokat rezi homokkőből gondosan faragott keret díszíti. Északra néző fala teljesen egybeépített, semmiféle nyílás nincs rajta, így védte a ház lakóit a hideg északi szelektől. Az épület keleti végén volt a kamra, a padlásfeljáró és a féltető alatt a pincelejárat. Műemléki védelem alatt áll.
A Gyöngyösi csárda ma is várja a vendégeket. Az egykori ivószobát a régihez hasonló gerendás-deszkás mennyezet díszíti. Látható az alul deszkából, felső részén lécekből ácsolt kármentő is, mely a csaposnak és italainak egyaránt védelmet nyújtott a duhajkodó betyárok elől. Mellette található az eredeti, ma már belülről fűthető búbos kemence. A pitvarra nyílik a volt lakószoba is, melyben vendégeket is fogadnak. A falakat a betyárok ellen kiadott eredeti körözőlevelek, betyárokat ábrázoló rajzok, és egyéb tárgyak díszítik. Láthatunk még egy korhű, betyárok által használt fegyvert is.

## A betyárcsárda legendája
Vak Illés és Kőkes Pista betyárok Győr, Sopron és Veszprém megyék területén garázdálkodtak. Miután a Bakony erdeiből menekülniük kellett, átjöttek Zalába, ahol hamar hírhedt betyárokká váltak. A csárdaközeli szőlőhegyen a pandúrok körbefogták a betyárokat, és menekülés közben agyonlőtték őket. Vak Illést és Kőkes Pistát a Gyöngyösi csárda közelében, közvetlenül az országút mellett temették közös sírba. Emléküket a még ma is látható, kövekkel körberakott nyárfakeresztek és nevükkel faragott kőtábla őrzi.
A romantika ugyan széppé teszi a történetet, de az igazsághoz hozzátartozik, hogy Kőkes Pista nem halt meg a szőlőhegyen, mert a Lamperter-pincénél a Bognár Jóska nevű legényt lőtték le. Pista elmenekült, és később (a legenda szerint maradék társaival, pandúroknak öltözve) bosszút állt az áruló Ivancsicson. Az akkori kocsmáros, egy Péntek Vendel nevű ember volt, és az ő, Zsuzsi nevű szolgálójával kezdett új életet ki tudja, merre...[forrás?]

## Túrák
A csárda az Országos Kéktúra egyik állomása (pecsételő hely). Rezi fél óra, Hévíz kb. két óra alatt érhető el.